# Schwere Panzer-Abteilung 508
Le schwere Panzer-Abteilung 508, abrégé s.Pz.Abt.508, est une unité de la Wehrmacht équivalente à un bataillon de char lourd. Elle est officiellement créée le 11 mai 1943 et dissoute à la fin de la guerre le 8 mai 1945, mais n’est effectivement en état de combattre qu’entre janvier 1944 et février 1945.

## Historique
L’unité est créée officiellement le 11 mai 1943 à partir du I./Panzer-Regiment 29, auquel s’ajoutent au cours de l’été des éléments du Panzer-Regiment 8 et du Panzer-Abteilung 190, ainsi que 350 soldats de l’Ersatzheer. L’unité est assemblée en France dans la région d’Alençon et est d’abord équipée de chars Panther. À la fin de l’automne, l’unité est transférée à Mailly-le-Camp, où elle touche ses dix-sept premiers chars Tigre entre le 10 et le 19 décembre. La dernière unité à y être rattachée est la Panzer-Kompanie (Funklenk) 313 le 29 décembre.
La mise en ordre de marche s’achève en janvier 1944 avec la réception de vingt-huit Tigre supplémentaires et la nomination du major Hudel à la tête de l’unité. Celle-ci est alors transportée au début du mois de février par train vers le front italien en transitant par l’Alsace et l’Autriche avant d’arriver à Ficulle. De là, la première compagnie se met en route le 12 février pour Anzio, mais un de ses Tigre est détruit sur le trajet par un incendie.
Rattaché à la 26. Panzer-Division, le bataillon est utilisé pour la première fois au combat le 14 février près d’Aprilia et se voit lui-même adjoindre la schwere Panzerjäger-Kompanie 653, équipée d’Elefant, le 20 février. Au cours du mois février, le bataillon est engagé dans de multiples escarmouches et plusieurs tentatives d’attaque sur la tête de pont, mais le terrain boueux et les barrages d’artillerie l’empêchent de progresser. À la fin du mois de février, le bataillon a détruit plus de vingt chars américains, mais a lui-même perdu quatre Tigre.
Au début du mois de mars, le bataillon répare ses véhicules endommagés puis incorpore le 3 mars le Tiger-Gruppe Schwebbach, comptant huit Tigre, avant de retourner à Rome le 5 mars. Le 16 mars, le bataillon quitte Rome pour Albano et est essentiellement utilisé dans les semaines qui suivent comme support d’artillerie. Contraint de se replier le 20 avril, l’unité perd sept Tigre supplémentaires en raison de problèmes mécaniques. Au cours du mois de mai, l’unité combat à nouveau dans la région d’Aprilia, ainsi que vers Ardea et Campoleone. Quinze chars alliés sont détruits le 23 mai au prix d’un Tigre, avant que le bataillon ne se replie une nouvelle fois sur Rome le lendemain. Le trajet est toutefois un désastre, vingt-et-un Tigre devant être abandonnés et détruits par leurs équipage en raison de défaillances mécaniques ou du manque de carburant. Lorsque la nouvelle arrive au quartier général du Führer, Hudel est démis de ses fonctions.
À la fin du mois de mai, seule la première compagnie dispose encore de chars Tigre. Au cours des mois suivants, le bataillon se replie progressivement vers le nord en combattant dans des actions défensives. Là encore, les pertes sont plus souvent causées par la nécessité de détruire les chars en panne que par les tirs alliés. Le commandement est également rendu difficile par l’étendue du front, qui impose la dispersion des effectifs et oblige les chars à combattre le plus souvent seuls ou par deux. Cette difficulté est d’autant plus forte que le bataillon reste sans commandant jusqu’au 22 août.
Au 1er octobre le bataillon, qui se trouve alors vers Boretto ne compte plus que dix-sept chars. Pendant l’hiver, les chars subsistant protègent les routes à travers les Alpes du côté de Barbiano, en étant essentiellement utilisés comme artillerie. Les quinze derniers Tigre encore opérationnels le 12 février 1945 sont transférés au schwere Panzer-Abteilung 504. Désormais sans chars, le bataillon est rapatrié en Allemagne et commence à s’entraîner sur Tigre II le 17 mars, mais celui-ci n’arrive pas à terme. Certains équipages reçoivent quelques Panther et un Tigre, mais la plupart servent comme infanterie à l’ouest de Paderborn. En avril, les survivants sont envoyés s’entraîner pour devenir artilleurs à Villach, où ils se rendent aux forces américaines le 8 mai.

### Liste des commandants
| Nom     | Début        | Fin      | Grade     | Remarque |
| ------- | ------------ | -------- | --------- | -------- |
| Hudel   | Janvier 1944 | Mai 1944 | Major     |          |
| Stelter | Août 1944    | Mai 1945 | Hauptmann |          |